# Örnsköldsviks centralstation
Örnsköldsviks centralstation – stacja kolejowa w Örnsköldsvik, w regionie Västernorrland, w Szwecji. Budynek dworca jest także używany przez autobusy pod wspólną nazwą Örnsköldsviks resecentrum. Istnieją dwa dworce w Örnsköldsvik. Inna stacja to Örnsköldsviks norra w północnej części miasta.

## Historia
Kolej dotarła do Örnsköldsvik w 1892, za pośrednictwem linii z Mellansel, która łączy się z Stambanan genom övre Norrland. Stacja w Örnsköldsvik została umieszczona na obrzeżach miasta, ale w 1929 roku powstał nowy przystanek w pobliżu miasta. Ten przystanek był nazywany Örnsköldsviks västra.
Ruch pasażerski do Örnsköldsvik został zamknięty całkowicie w 1989 roku i pozostawał nim aż do 2010 roku, kiedy powstała Botniabanan. Nowa stacja powstała w połowie drogą między starą stacją i Örnsköldsviks västra.

## Linie kolejowe
- Mellansel–Örnsköldsvik
- Botniabanan